# Свинцовый голубь
Свинцовый голубь (лат. Patagioenas plumbea) — вид голубеобразных из семейства голубиных (Columbidae). Обитает в Южной Америке и Панаме.

## Описание
Длина птицы составляет 34 см, масса 172—231 г. У самцов голова, шея и нижняя часть тела тёмно-серые, иногда с розоватым или пурпурным оттенком. Окраска верхней части тела варьируется от тёмно-серовато-коричневой до тускло-оливковой. Задняя часть шеи иногда имеет бронзовый отблеск. Глаза красные, вокруг глаз кольца голой пурпурно-красной кожи. Клюв чёрный, красные ноги. У самок пурпурный оттенок в оперении менее выражен, а блестящие пятна на шее более заметны, чем у самцов. Молодые птицы имеют более тусклую окраску, некоторые перья у них имеют ржавые края. Подвиды отличаются по оттенку верхней части тела.

## Подвиды
Выделяют шесть подвидов:
- Patagioenas plumbea bogotensis (Berlepsch & Leverkühn, 1890) — восточные склоны Анд от западной Венесуэлы к западной Боливии (Кочабамба);
- Patagioenas plumbea chapmani (Ridgway, 1916) — от крайнего юга Панамы до западной Колумбии и северо-запада Эквадора;
- Patagioenas plumbea pallescens (Snethlage, 1908) — восток Эквадора и Перу, запад Бразильской Амазонии (восточнее реки Пурус);
- Patagioenas plumbea wallacei (Chubb, 1918) — восток Венесуэлы, Гвиана, восток Бразильской Амазонии (к западу до Риу-Негру и Тапажос);
- Patagioenas plumbea baeri (Hellmayr, 1908) — восток центральной Бразилии (Гояс, северо-запад Минас-Жерайса);
- Patagioenas plumbea plumbea (Vieillot, 1818) — юго-восточная Бразилия и восток Парагвая.

## Распространение и среда обитания
Свинцовые голуби обитают в Панаме, Колумбии, Эквадоре, Перу, Боливии, Бразилии, Венесуэле, Гайане, Французской Гвиане, Суринаме и Парагвае, во влажных равнинных и горных тропических лесах. Встречаются парами или небольшими стайками на высоте до 2100 м над уровнем моря. Ведут скрытый, древесный образ жизни. Питаются плодами, которые ищут в кронах деревьев, в частности омелой. Гнездо представляет собой простую платформу из веточек, размещаемых на дереве, среди лиан, на высоте от 5 до 30 м над землей. В кладке одно яйцо.